# Berthold Leibinger Stiftung
Die Berthold Leibinger Stiftung ist eine 1992 von Berthold Leibinger gegründete gemeinnützige Gesellschaft mit beschränkter Haftung. Diese nimmt sich kultureller, wissenschaftlicher, kirchlicher und sozialer Belange an. Der Kapitalstock beläuft sich auf 60 Millionen Euro (Stand 2024). Geschäftsführer ist Markus Wener.
Seit 2000 vergibt die Organisation alle zwei Jahre den international ausgeschriebenen Berthold Leibinger Innovationspreis für angewandte Laser-Technologie. Mit dem Berthold Leibinger Zukunftspreis würdigt die Organisation seit 2006 alle zwei Jahre herausragende Meilensteine in der Forschung zur Anwendung oder Erzeugung von Laserlicht.
Zu den geförderten Einrichtungen und Projekten gehört das Literaturmuseum der Moderne, die Internationale Bachakademie Stuttgart, das Fellow-Programm der American Academy in Berlin, das Kinderhospiz Stuttgart und die „Bibliothek Verbrannter Bücher“. Von 2011 bis 2022 finanzierte die Stiftung am Historischen Institut der Universität Stuttgart die Stiftungsprofessur Wirkungsgeschichte der Technik. 2016 unterstützte die Stiftung die Bundesrepublik Deutschland beim Erwerb des Thomas Mann House in Los Angeles. Sie finanziert die komplette Inneneinrichtung sowie einen deutsch-englischen Katalog zur Geschichte des Hauses, seiner Bewohner und Besucher, dem literarischen und politischen Werk Thomas Manns vor Ort und unterhält über mindestens fünf Jahre Fellowships im Thomas Mann House in Los Angeles.
Darüber hinaus verleiht die Stiftung seit 2014 den Comicbuchpreis der Berthold Leibinger Stiftung, der mit 20.000 Euro für den Sieger und jeweils 2000 Euro für die Finalisten dotiert ist. Der Comicbuchpreis wird jährlich für einen hervorragenden, unveröffentlichten, deutschsprachigen Comic vergeben.

## Fritz-Hüttinger-Stiftung
Die Stiftung verwaltet die rechtlich unselbständige Fritz-Hüttinger-Stiftung. Diese fördert Wissenschaft und Forschung im Bereich elektrischer Energien sowie das Gemeinschaftswesen und das bürgerschaftliche Engagement. Sie wurde im Jahr 2006 von Gerda und Fritz Ruf, Tochter und Schwiegersohn von Fritz Hüttinger, Gründer der Hüttinger Elektronik in Freiburg, gegründet.
Mit der Fritz-Hüttinger-Professur unterstützt die Stiftung an der Albert-Ludwigs-Universität Freiburg das das Institut für Mikrosystemtechnik (IMTEK) von 2010 bis 2019 und seit 2020 das Institut für Nachhaltige Technische Systeme – INATECH.